# Sumber Harjo (Buay Madang Timur)
Sumber Harjo is een bestuurslaag in het regentschap Ogan Komering Ulu van de provincie Zuid-Sumatra, Indonesië. Sumber Harjo telt 3892 inwoners (volkstelling 2010).